# Sankt Valentin
Sankt Valentin és una localitat austríaca del districte d'Amstetten, a l'estat de Baixa Àustria, amb una població estimada l'any 2018 de 9340 habitants.
Està situada a l'oest de l'estat, a poca distància al sud del riu Danubi i de la localitat de Mauthausen, a l'oest de Viena i prop de la frontera amb l'estat d'Alta Àustria.